# Chantage (film, 1927)
Pour les articles homonymes, voir Chantage (homonymie).
Pour plus de détails, voir Fiche technique et Distribution.
Chantage est un film français réalisé par Henri Debain et sorti en 1927.

## Synopsis
Une femme, déçue par sa vie conjugale, s'éprend du comte de Chincé, mais son journal intime est volé par le directeur de l'usine de son mari.

## Fiche technique
- Réalisation : Henri Debain
- Scénario : Pierre Lestringuez
- Production : Les Artistes Réunis
- Distributeur d'origine : Exclusivités Jean de Merly
- Photographie : Maurice Forster, Georges Asselin[2]
- Décorateur : Robert-Jules Garnier
- Date de sortie : 30 novembre 1927 (France)

## Distribution
- Huguette Duflos : Lady Witcomb
- Andrée Vernon : Louli
- Yvette Langlais : la fille de Witcomb
- Roger Hoguenet : le fils de Witcomb
- Constant Rémy : Fernand Bryn
- Jean Angelo : Comte de Chincé
- Paul Ollivier : Lord Witcomb
- Maurice Lagrenée